# Neoromicia somalica
Neoromicia somalica är en fladdermusart som först beskrevs av Thomas 1901.  Neoromicia somalica ingår i släktet Neoromicia och familjen läderlappar. Inga underarter finns listade i Catalogue of Life. Wilson & Reeder (2005) skiljer mellan fyra underarter.
Arten förekommer i Sahelzonen i Afrika söder om Sahara och i regnskogarna i centrala Afrika. Utbredningsområdet sträcker sig från Senegal till Eritrea och Somalia samt söderut till Kongo-Kinshasa och Tanzania. Trots förekomsten i regnskogen är arten vanligast i torra lövfällande skogar, i savanner och i galleriskogar. Enligt berättelser från den lokala befolkningen vilar fladdermusen i byggnader.